# Perizoma ablegata
Perizoma ablegata là một loài bướm đêm trong họ Geometridae.